# Zanbatō
Un zanbatō (斬馬刀) est un sabre japonais extrêmement long. Contrairement au nodachi, il n'a pas été réellement employé dans l'histoire militaire du Japon. Il diffère du nodachi par son long ricasso (environ 30 centimètres). Cette arme ressemble fortement au zhanmadao chinois.
Le mot est aujourd'hui employé pour désigner l'arme de certains personnages de mangas et d'animes, par exemple dans Bleach, Naruto, Berserk, Code Lyoko ou Kenshin le vagabond.